# Efecte Barkhausen

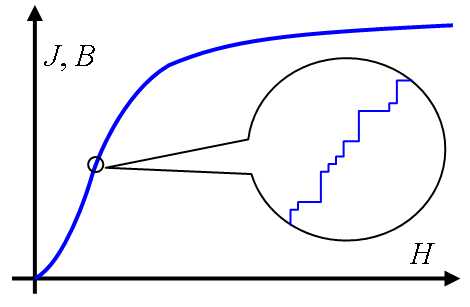
Magnetització (J) o densitat de flux magnètic (B) en funció de la intensitat de camp magnètic (H) en un material ferromagnètic. L'ampliació mostra els salts de Barkhausen.

L'efecte Barkhausen és un fenomen magnètic segons el qual la magnetització d'un material ferromagnètic per part d'un camp magnètic creixent (o la desmagnetització en un camp magnètic decreixent) no es produeix de forma contínua, sinó a salts discrets. Fou descobert pel físic alemany Heinrich Barkhausen l'any 1919 i és provocat pels ràpids canvis de grandària dels diferents dominis magnètics a mesura que es van alineant amb el camp magnètic extern. L'efecte Barkhausen representà la primera evidència directa dels dominis ferromagnètics, fins aleshores només postulats teòricament.